# Вроняви (Лодзинське воєводство)
Вроняви (пол. Wroniawy) — село в Польщі, у гміні Ґощанув Серадзького повіту Лодзинського воєводства.
Населення — 168 осіб (2011).
У 1975-1998 роках село належало до Серадзького воєводства.

## Демографія
Демографічна структура станом на 31 березня 2011 року:
|          | Загалом | Допрацездатний вік | Працездатний вік | Постпрацездатний вік |
| -------- | ------- | ------------------ | ---------------- | -------------------- |
| Чоловіки | 86      | 19                 | 54               | 13                   |
| Жінки    | 82      | 14                 | 44               | 24                   |
| Разом    | 168     | 33                 | 98               | 37                   |